# Robert von Puttkamer
Robert von Puttkamer (ur. 5 maja 1828 we Frankfurcie nad Odrą, zm. 15 marca 1900 w Karzcinie) – pruski polityk.
Z wykształcenia prawnik. W latach 1871–1877 prezydent rejencji gąbińskiej, a następnie okręgu Lotaryngii. 1877–1879 nadprezydent prowincji śląskiej i prezydent rejencji wrocławskiej. Od 1879 minister kultury Prus, a od 1881 minister spraw wewnętrznych. Miał opinię konserwatysty i został odwołany z funkcji ministra przez cesarza Fryderyka III w 1888. W latach 1874–1876, 1878–1884 i 1890–1891 był członkiem Reichstagu, a w 1889 został członkiem pruskiej Izby Panów. W latach 1891–1899 piastował stanowisko nadprezydenta Pomorza.
Jego siostrą była Johanna von Puttkamer, żona Ottona von Bismarcka.